# You Give Good Love
"You Give Good Love" é uma canção da cantora norte-americana Whitney Houston, lançada como o primeiro single de seu auto-intitulado álbum de estúdio de estreia nos Estados Unidos em Fevereiro de 1985 pela editora discográfica Arista Records, e o segundo single do álbum no Reino Unido, sucedendo "Thinking About You". Foi composta por LaLa e produzida por Kashif. Quando LaLa enviou a Kashif uma cópia da canção, originalmente oferecida à Roberta Flack, ele pensou que seria um ajuste melhor para Houston e disse a editora que estava interessado em gravar com Houston. A canção recebeu críticas positivas pela maior parte dos críticos de música contemporânea, mas trouxe à Houston um pouco de notoriedade quando apareceu entre várias músicas citadas pela colunista Ann Landers como tendo títulos sugestivos.
O lançamento de "You Give Good Love" foi projectado para dar à cantora uma posição notável, e se posicionar no primeiro lugar no mercado da música negra, tendo liderado a tabela Hot Black Singles, mas, inesperadamente, também se tornou num êxito pop, atingindo um máximo de número três na Billboard Hot 100, tornando-se na sua primeira musicos a entrar nas dez melhores posições nos EUA. Mais tarde, recebeu o certificado de disco de ouro pela Recording Industry Association of America (RIAA) nos EUA. O single foi lançado oficialmente em alguns países, como a Austrália, Canadá, Japão, Nova Zelândia, e Reino Unido, mas não conseguiu entrar nos quarenta melhores em nenhum dos países, com excepção do Canadá, onde atingiu os dez melhores. "You Give Good Love" venceu um American Music Award para "Single Favorito de Soul/R&B" na sua décima terceira cerimónia anual, e recebeu uma nomeação para "Melhor Canção R&B" e "Melhor Performance Vocal de R&B Feminina" na vigésima oitava cerimónia anual dos Grammy Awards.
O vídeo musical acompanhante, dirigido por Michael Lindsay-Hogg, mostra a cantora realizando uma performance em um clube e um fotógrafo focando sua câmara sobre ela. Houston cantou a música em programas de televisão e várias cerimónias de entrega de prémios, tais como o talk show The Tonight Show Starring Johnny Carson, The 1985 R&B Countdown, e na primeira cerimónia dos Soul Train Music Awards, bem como em suas três primeiras digressões, e datas selecionadas da The Bodyguard World Tour (1993-94) e My Love Is Your Love World Tour (1999). "You Give Good Love" também é destaque em três álbuns de compilação: Whitney: The Greatest Hits (2000), Love, Whitney (2001), e The Essential Whitney Houston (2011).

## Antecedentes
"Queríamos estabelecê-la no mercado negro em primeiro lugar, senão você poderia cair entre fendas, onde o Top 40 não vai tocar suas músicas e o R&B não vai considerá-lo como sua propriedade. Sentimos que 'You Give Good Love' seria, no mínimo, um grande sucesso negro, embora nós não pensamos que iria desempenhar-se tão fortemente como fez. Quando desempenhou-se com tal velocidade, nos deu um grande incentivo."

— Clive Davis explicando o pensamento por detrás do lançamento de "You Give Good Love" como o primeiro single de Whitney Houston (1985), o álbum de estúdio de estreia da cantora de mesmo nome.
Quando o compositor e produtor musical Kashif aceitou o convite do presidente da editora discográfica Arista Records, Clive Davis, para ver uma performance numa discoteca de Nova Iorque de uma jovem cantora chamada Whitney Houston, que Davis tinha acabado de assinar com a editora, ele ficou decepcionado. Sua artista foi uma artista de salão e não apelou para Kashif. Davis continuou a lisongar Kashif enviando-lhe um vídeo da performance de Houston no The Merv Griffin Show. LaLa, uma compositora que assinou com a empresa de publicação de música de Kashif, enviou-lhe uma demonstração de uma balada que ela tinha escrito, intitulada "You Give Good Love". Ela, em primeiro lugar, enviou-a para a sua ídolo, Roberta Flack, mas ela foi rejeitada por sua assistente com um "não nos chame, nós chamaremos você" raivoso. Quando Kashif ouviu a canção, uma luz surgiu em sua mente que brilhou "êxito! Sucesso!" Então, ele chamou Gerry Griffith, um A&R da Arista Records, e disse: "eu acho que tenho uma música para você." Então, Griffith e Houston foram ao estúdio de Nova Jérsia, onde Kashif estava trabalhando, para que ele desse uma olhada. Griffith lembrou que houve uma demo da música, mas LaLa queria cantá-la ao vivo ela tocando piano. Depois que LaLa terminou a canção, Griffith disse: "essa é a música - É isso que eu estive procurando. Era o tipo de música que tinha a emoção que ela pudesse entrar e cantar alto." O lançamento de "You Give Good Love" foi projectado para dar à cantora uma posição notável e permanente no primeiro lugar no mercado da música negra.

## Videoclipe
O vídeo da música "You Give Good Love" foi dirigido por Michael Lindsay-Hogg e produzido por Karen Bellone. Apresenta um cameraman de folga em um clube, e enquanto isso Whitney está no palco ensaiando para uma performance. Surpreso com a voz impressionante de Whitney, o cameraman começa a filmá-la enquanto ela executa a canção.

## Faixas e Formatos
| - Austrália/UK Maxi Vinil Single - A "You Give Good Love" (Extended Version) - B1 "Someone for Me" - B2 "Thinking About You" - Austrália/Japão Vinil Single - A "You Give Good Love" – 4:33 - B "Greatest Love of All" – 4:55 | - UK Vinil Single - A "You Give Good Love" - B "Thinking About You" - EUA Vinil Single - A "You Give Good Love" – 3:58 - B "Greatest Love of All" – 4:55 |

## Desempenho nas tabelas musicais
| País - Tabela musical (1985)                                  | Posição de pico |
| ------------------------------------------------------------- | --------------- |
| Austrália - Kent Music Report                                 | 58              |
| Canadá - The Record                                           | 17              |
| Canadá - RPM                                                  | 9               |
| Estados Unidos - Billboard Hot 100                            | 3               |
| Estados Unidos - Hot Black Singles (Billboard)                | 1               |
| Estados Unidos - Adult Contemporary (Billboard)               | 4               |
| Nova Zelândia - Recording Industry Association of New Zealand | 44              |
| Reino Unido - UK Singles Chart (The Official Charts Company)  | 93              |

| País - Tabela musical (1985)                    | Posição |
| ----------------------------------------------- | ------- |
| Canadá - RPM                                    | 76      |
| Estados Unidos - Billboard Hot 100              | 47      |
| Estados Unidos - Hot Black Singles (Billboard)  | 2       |
| Estados Unidos - Adult Contemporary (Billboard) | 27      |

| Região - Certificador (Vendas) | Certificação |
| ------------------------------ | ------------ |
| Estados Unidos - RIAA (500,00) | Ouro         |